# Excipulum
Het excipulum is een weefsel van steriele schimmeldraden met grote, dikwandige structuren, dat de rand van een apothecium vormt. Het kan uit twee lagen bestaan: het aan het hymenium grenzende parathecium (excipulum proprium), waarbij de schimmeldraden parallel aan de sporenzakjes liggen, en de buitenste laag, het amphithecium (excipulum thallinum), waarbij de schimmeldraden radiaal lopen.